# 도화돔
도화돔은 얼게돔과에 속하는 물고기다. 바다붕어라고도 한다. 몸길이 45cm 내외이고 몸빛은 복숭아빛을 띠는 붉은색에 광택이 난다. 주둥이 끝에서 눈을 지나는 폭 넓은 검은 줄이 있다. 어릴 때에는 각 비늘 위에 흰색 반점이 있으나 이 점은 자라면서 사라진다. 제1등지느러미와 꼬리자루의 후단에 선명한 흑점이 있다. 수심 90-200m의 대륙붕에서 많이 살며, 바닥에 조개 껍질이나 모래 또는 바위가 있는 곳을 좋아한다. 한국의 제주도 주변과 일본·타이완 등지에 분포한다. 살은 흰색으로 맛이 좋다.